# Solfara Muglia

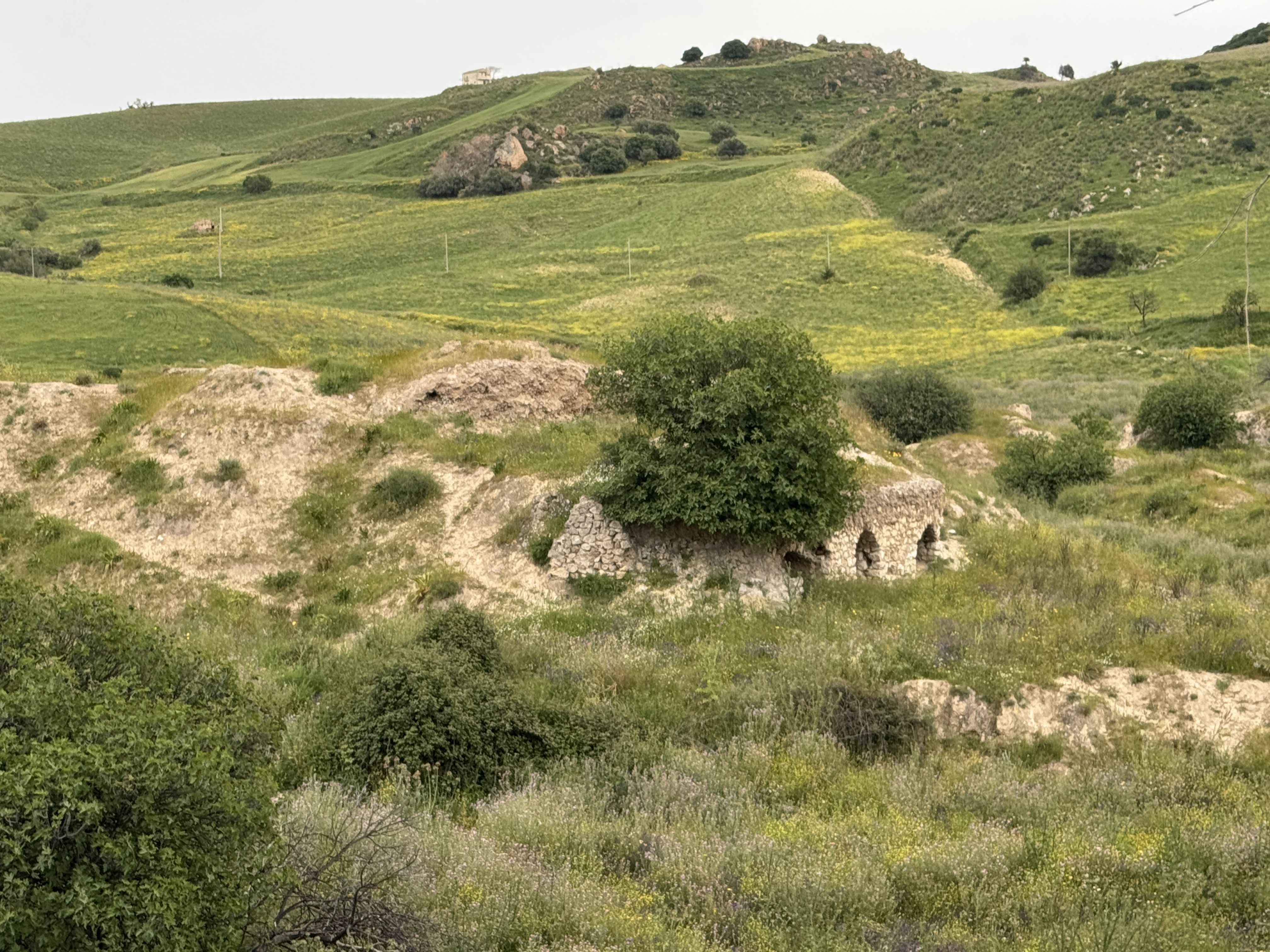
Solfara Muglia

La solfara Muglie o miniera Muglie è stata una miniera di zolfo sita in provincia di Enna nelle vicinanze di Centuripe.
La solfara di proprietà della baronessa Spitaleri, era già attiva nel 1839, oggi è abbandonata.
Nel 1881 vi morirono 9 operai per annegamento causato da un violento nubifragio che provocò l'allagamento della valle